# Alfa-147-Cup-Saison 2004
Die Alfa 147 Cup Saison 2004 war die dritte und letzte Saison des Alfa 147 Cup. Ihr erster Lauf fand am 8. Mai 2004 auf dem Motopark Oschersleben statt, das Saisonfinale fand am 10. Oktober 2004 auf dem Motopark Oschersleben statt. Insgesamt wurden in dieser Saison 13 Läufe in Deutschland und Österreich ausgetragen.
Gesamtsieger wurde Markus Lungstrass mit 228 Punkten vom Team Engstler Motorsport.

## Starterfeld
| Nr. | Fahrer            | Team                        | Rennwochenende |
| --- | ----------------- | --------------------------- | -------------- |
| 1   | Tanja Schumann    | Engstler Motorsport         | 1              |
| 1   | Hans Heyer        | Engstler Motorsport         | 2              |
| 1   | Steve Jenkner     | Engstler Motorsport         | 4              |
| 1   | Werner Mang       | Engstler Motorsport         | 7              |
| 2   | Dirk Heidolf      |                             | 4              |
| 2   | Helmut Zerlett    | Engstler Motorsport         | 5              |
| 3   | Eve Scheer        | Holzer Rennsport            | 1-2, 4-7       |
| 4   | Ricco Groß        |                             | 4, 7           |
| 5   | Martin Tschornia  | Martin Tschornia Motorsport | 1-7            |
| 6   | Christoph Lampert | Autohaus Rohrer             | 1-7            |
| 7   | Daniel Brion      | piro sports                 | 1-5            |
| 8   | Erwin Piro        | piro sports                 | 1-7            |
| 10  | Georg Braun       | T.L.M.                      | 1-7            |
| 11  | Stephanie Halm    | Engstler Motorsport         | 1-7            |
| 12  | Marko Hartung     | ORMS Motorsport Racing      | 1-7            |
| 13  | Robert Surauer    | T.L.M.                      | 1-7            |
| 14  | Hannes Pfledderer | Engstler Motorsport         | 1-6            |
| 17  | Jürgen Schmarl    | Engstler Team Austria       | 1-7            |
| 18  | Markus Lungstrass | Engstler Motorsport         | 1-7            |
| 19  | Roland Hertner    | Highspeed Racing            | 1-7            |
| 20  | Frank Schumm      | Highspeed Racing            | 1-7            |
| 21  | Ivano Giuliani    | Lingmann Motorsport         | 1, 3-5, 7      |
| 23  | Mike Kahnt        | piro sports                 | 1              |
| 24  | Daniel Milde      | ORMS Motorsport Racing      | 1-7            |
| 25  | Michael Schulze   | ORMS Motorsport Racing      | 1-7            |
| 26  | Jochen Keils      | Silvana Racing              | 1-7            |
| 27  | Gerhard Erregger  | Highspeed Racing            | 1-7            |
| 28  | Franjo Kovac      | Martin Tschornia Motorsport | 1-7            |
| 29  | Uwe Reich         | Highspeed Racing            | 1-7            |
| 30  | Herbert Engel     | piro sports                 | 1-7            |
| 31  | Jochen Arden      | piro sports                 | 2, 4-5, 7      |
| 32  | Felix Wedam       |                             | 7              |
| 33  | Karl-Josef Pojer  |                             | 7              |

## Rennkalender
| Datum               | Rennen                                     | Sieger Lauf 1     | Sieger Lauf 2     |
| ------------------- | ------------------------------------------ | ----------------- | ----------------- |
| 8. – 9. Mai         | Motopark Oschersleben                      | Martin Tschornia  | Markus Lungstrass |
| 12. Juni            | Nürburgring (Sprintstrecke + Nordschleife) | Jürgen Schmarl    | kein zweiter Lauf |
| 10. – 11. Juli      | Salzburgring                               | Jürgen Schmarl    | Markus Lungstrass |
| 14. – 15. August    | Sachsenring                                | Marko Hartung     | Marko Hartung     |
| 28. – 29. August    | Nürburgring (Sprintstrecke)                | Marko Hartung     | Georg Braun       |
| 11. – 12. September | EuroSpeedway Lausitz                       | Michael Schulze   | Michael Schulze   |
| 9. und 10. Oktober  | Motopark Oschersleben                      | Markus Lungstrass | Stephanie Halm    |

## Fahrerwertung
Insgesamt kamen 25 Fahrer in die Punktewertung.
| Platz | Fahrer            | Punkte |
| ----- | ----------------- | ------ |
| 1     | Markus Lungstrass | 228    |
| 2     | Roland Hertner    | 217    |
| 3     | Martin Tschornia  | 201    |
| 4     | Christoph Lampert | 199    |
| 5     | Jürgen Schmarl    | 188    |
| 6     | Stephanie Halm    | 185    |
| 7     | Marko Hartung     | 182    |
| 8     | Georg Braun       | 179    |
| 9     | Michael Schulze   | 160    |
| 10    | Daniel Milde      | 141    |
| 11    | Robert Surauer    | 139    |
| 12    | Erwin Piro        | 128    |
| 13    | Eve Scheer        | 119    |
| 14    | Hannes Pfledderer | 105    |
| 15    | Uwe Reich         | 97     |
| 16    | Frank Schumm      | 87     |
| 17    | Gerhard Erregger  | 85     |
| 18    | Ivano Giuliani    | 69     |
| 19    | Jochen Keils      | 62     |
| 20    | Franjo Kovac      | 58     |
| 21    | Herbert Engel     | 30     |
| 22    | Daniel Brion      | 28     |
| 23    | Jochen Arden      | 28     |
| 24    | Mike Kahnt        | 8      |
| 25    | Helmut Zerlett    | 4      |